# Адамс, Джонни
Лейтен Джон Адамс-младший (англ. Laten John Adams Jr., известный как Джонни Адамс; 5 января 1938, Новый Орлеан, Луизиана, США — 14 сентября 1998, Батон-Руж, Луизиана, США) — американский блюзовый, джазовый и госпел-певец. Лауреат Blues Music Awards в номинации «Блюзовый вокалист» (1988); номинант Blues Music Awards в номинациях «Исполнитель соул-блюза» (1995, 1997—1999), «Альбом соул-блюза» (1997—1999), «Песня года» (1988, 1997), «Блюзовый вокалист — мужчина» (1995), «Блюзовый вокалист» (1987, 1989, 1991), «Исполнитель современного блюза» (1991), «Исторический блюзовый альбом» (2006), «Блюзовый артист года» (1999).. Носил прозвище «Загорелая канарейка» (англ. The Tan Canary) за уникальный многооктавный диапазон голоса и примечательный фальцет.  

## Биография
Джонни Адамс родился в 1938 году в Новом Орлеане старшим среди десяти детей в семье. В детстве пел в церковном хоре. В 15 лет бросив школу, нашёл дневную работу, и стал музыкантом. Начал свою карьеру в 1953 году с участия в госпел-группе Soul Revivers. С этим квартетом он оттачивал то, что стало его фирменным стилем вокальной акробатики, искусные переходы от низких до высоких нот h. Позднее он пел в Bessie Griffin's Consolators, но в 1959 году переключился на светскую музыку. Соседка сверху, композитор Дороти ЛаБостри, помогла ему запустить карьеру, после того, как услышала его пение через вентиляцию в ванной (Адамс отвергал эту версию: «Она всегда знала, что я умею петь, поэтому просто решила спросить» ) Джонни Адамс записал балладу «Oh Why» авторства ЛаБостри и выпустил её на Ric Records под названием «I Won’t Cry». Продюсером песни выступил Мас Рибенбэк (впоследствии ставший известный под псевдонимом Dr. John) и песня стала небольшим местным хитом. Адамс записал ещё несколько синглов для Ric Records в течение следующих трёх лет. Первым большим успехом стал сингл 1962 года «A Losing Battle», достигший 27 позиции в Billboard R&B chart. 
В 1963 году Адамс покинул Ric Records и стал записываться для нескольких компаний, включая  Huey P. Meaux's Pacemaker, Gone Records, Modern Records и Watch Records. Его записи имели лишь небольшой успех. В 1968 году певец подписал контракт с SSS International Record, которая перевыпустила его сингл «Release Me», интерпретацию песни Джимми Хипа 1954 года, распространив его в общенациональном масштабе и он добрался до 34 места в Billboard R&B chart и занял 82 позицию в Billboard Hot 100. За ним последовал сингл «Reconsider Me», который занял 8 место в Billboard R&B chart и 28 позицию в Billboard Hot 100 в 1969 году. Это стало наивысшей точкой в карьере музыканта. Два последующих сингла были менее успешны, но вошли в чарты и в 1969 году компания выпустила дебютный альбом певца Heart & Soul. Адамс вспоминал, что как ни странно, его успех не вывел его слишком далеко за пределы Нового Орлеана: «Я много работал, но не так много гастролировал. Я не начал гастролировать, пока не подписал контракт с Rounder в 83-м»   
В 1971 году Адамс ушёл с SSS International и записывался без особого успеха на нескольких лейблах, включая такие как Atlantic Records и Ariola Records. В то время он постоянно выступал в клубе Dorothy's Medallion Lounge в Новом Орлеане и гастролировал по клубам по югу штата. 
В 1983 Джонни Адамс подписал контракт с Rounder Records, и начиная с 1984 года выпустил девять хорошо принятых альбомов, содержащих целый спектр стилей: джаз, блюз и R&B. В 1988 году он получил свою единственную премию Blues Music Award, на которую он сам и его альбомы номинировались ещё 16 раз.  
Джонни Адамс умер в 1998 году в Батон-Руж после долгой борьбы с раком предстательной железы. В 1999 году он получил премию Pioneer Award от Rhythm-and-Blues Foundation. 
«В городе [Новом Орлеане], одержимом торжественными битами, второсортными ритмами и ночными вечеринками, Адамс был контрастным образом тонкой, романтической утончённости, гладкого как шёлк вокала и острого как гвоздь сценического образа» .
«Адамс, чей бархатистый голос мог легко переходить в высокий фальцет, освоил несколько музыкальных стилей, включая госпел, блюз, соул, джаз и кантри» 
Том Сурович в Minneapolis Star Tribune отметил что: « Адамс мог петь утончённый джаз. Он мог петь сентиментальный поп или волнующий госпел. Ему было очень мало равных, когда он брался за классику соула глубокого Юга. И в нужный вечер, с нужной группой, он почти владел блюзом»  .

## Избранная дискография

### Альбомы
- Heart & Soul (SSS International, 1969)
- I Won't Cry (Ric, 1971)
- A Christmas in New Orleans with Johnny Adams (Ace, 1975)
- Stand By Me (Chelsea, 1976)
- After All the Good Is Gone (Ariola, 1978)
- From the Heart (Rounder, 1984)
- After Dark (Rounder, 1985)
- Room with a View of the Blues (Rounder, 1988)
- Walking on a Tightrope (Rounder, 1989)
- The Real Me: Johnny Adams Sings Doc Pomus (Rounder, 1991)
- Good Morning Heartache (Rounder, 1993)
- The Verdict (Rounder, 1995)
- One Foot in the Blues (Rounder, 1996)
- Man of My Word (Rounder, 1998)
- Honky Tonkin (1999)

### Синглы, попавшие в чарты
| Год  | Название                     | Лейбл                 | U.S. Pop | U.S. R&B |
| ---- | ---------------------------- | --------------------- | -------- | -------- |
| 1962 | «A Losing Battle»            | Ric 986               | —        | 27       |
| 1968 | «Release Me»                 | SSS International 750 | 82       | 34       |
| 1969 | «Reconsider Me»              | SSS International 770 | 28       | 8        |
| 1969 | «I Can’t Be All Bad»         | SSS International 780 | 89       | 45       |
| 1970 | «Proud Woman»                | SSS International 787 | 121      | —        |
| 1970 | «I Won’t Cry»                | SSS International 809 | —        | 41       |
| 1978 | «After All the Good Is Gone» | Ariola 7701           | —        | 75       |